# Rodrigo Paillaqueo
Rodrigo Alejandro Paillaqueo Muñoz (Chile, 30 de mayo de 1987) es un futbolista chileno. Juega de Portero y su equipo actual es Deportes Rengo de la Segunda División Profesional de Chile.

## Carrera
Se inició futbolísticamente en Colo-Colo, donde debutó en el 2004 ante Universidad Católica en la Liguilla Presudamericana. El año 2008, es enviado en calidad de préstamo a Magallanes, donde en el 2010 consiguió el título de la Tercera División. En la temporada 2011, fue uno de los artífices de la permanencia de Magallanes en la Primera B, cuyo logro fue por la tabla anual del año.

## Clubes
| Club                 | País   | Año        |
| -------------------- | ------ | ---------- |
| Colo-Colo            | Chile  | 2004-2007  |
| Magallanes           | Chile  | 2008-2015  |
| San Antonio Unido    | Chile  | 2015-2016  |
| Unión La Calera      | Chile  | 2016-2017  |
| Deportes Pintana     | Chile  | 2017       |
| Deportes Santa Cruz  | Chile  | 2018-2022  |
| Deportes Rengo       | Chile  | 2023-2024  |
| San Juan de Graneros | (ANFA) | 2024 - Act |

## Palmarés

### Campeonatos nacionales
| Título             | Club                | País  | Año  |
| ------------------ | ------------------- | ----- | ---- |
| Tercera División A | Magallanes          | Chile | 2010 |
| Segunda División   | Deportes Santa Cruz | Chile | 2018 |